# Xixuthrus axis
Xixuthrus axis är en skalbaggsart som beskrevs av Thomson 1877. Xixuthrus axis ingår i släktet Xixuthrus och familjen långhorningar. Inga underarter finns listade i Catalogue of Life.